# 梅原猛
梅原 猛（うめはら たけし、1925年（大正14年）3月20日 - 2019年（平成31年）1月12日）は、日本の哲学者、評論家。位階は従三位。ものつくり大学総長（初代）、京都市立芸術大学名誉教授、国際日本文化研究センター名誉教授。東日本大震災復興構想会議特別顧問（名誉議長）。碧南市哲学たいけん村無我苑名誉村長。京都市名誉市民。
京都大学文学部哲学科卒業。立命館大学文学部哲学教授、京都市立芸術大学教授・学長の他、国際日本文化研究センター所長（初代）、社団法人日本ペンクラブ会長（第13代）などを歴任した。
西洋哲学から日本の芸能や文学の笑いまで幅広く研究し、日本文化の本質を探究する。大胆で独創的な梅原日本学を確立。『隠された十字架』(1972年)、『水底の歌』(1973年)、『人類哲学序説』(2013年)など著作多数。

## 概要
京都大学卒業後、文部省特別研究生を経て、龍谷大学の非常勤講師から専任講師、次いで立命館大学文学部に就職し、講師、助教授、教授を歴任するが、大学紛争で職を辞す。その後、京都市立芸術大学美術学部教授に就任する。同大学の校舎統合に伴う移転問題に取り組む中で学長に就任し、問題解決に尽力した。1980年代には「国際日本文化研究センター（仮称）創設準備室」の室長として国際日本文化研究センターの創設に尽力し、設立後は所長に就任した。実存哲学について研究に取り組み、その後、「梅原日本学」と呼ばれる独自の世界を開拓した。他にも「スーパー歌舞伎」「スーパー能」を創作するなど、幅広い活動を行っている。これらの業績が評価され、文化功労者に選出され、後に文化勲章を受章した。京都市立芸術大学名誉教授、国際日本文化研究センター名誉教授、京都市名誉市民の称号を贈られている。
2019年1月12日、肺炎のため京都府京都市内の自宅で死去。93歳だった。叙従三位。

## 経歴
宮城県仙台市で生まれ、愛知県知多郡で育つ。
実父は愛知県立第一中学校、第八高等学校を経て、梅原の出生当時は東北帝大の学生であった梅原半二。実母は、半二が下宿していた仙台の魚問屋の娘・石川千代。ともに学生であった実父母の結婚を梅原家、石川家が認めなかったため、私生児として誕生した。乳児期に実母を亡くし、生後1年9か月の時に知多半島の名士で、梅原一族の頭領である伯父夫婦（梅原半兵衛・俊）に引き取られて養子となる。実父の梅原半二（工学博士）は、大学講師を退職後、3軒のバー・キャバレーを経営していたが、豊田喜一郎に誘われ、太平洋戦争後、トヨタ自動車に入社、トヨタ自動車常務や豊田中央研究所所長などを務めた。
私立東海中学校には、南知多町（当時は内海町）の実家から2時間半をかけて通学した。1942年、広島高等師範学校に入学するが2か月で退学、翌年第八高等学校文科に入学する。理科系の父に似て数学が得意であったため、父や周囲から文科進学に反対されたのを押し切っての進学であった。
第八高等学校1年次に在学中の1943年10月、文科系学生への徴兵猶予が停止され、学徒出陣が開始された。徴兵猶予の対象となるために理科系へ転向したり、陸軍経理学校へ入って主計将校となる道を目指す級友がいる中、梅原は「いっそ早く死んだ方が良い」という思いから、特攻隊員養成機関といわれていた甲種幹部候補生へ志願した。筆記試験は満点近くの点数を取ったが、口頭試問で「日本の戦闘機の名前を挙げよ」と言われた際に、「隼」としか答えられず、試験官から「もっとあるだろう」「子供でも5機くらい知っている。非国民だ」と叱責され、不合格になったという。
1944年の夏から、名古屋の三菱重工の工場へ動員され、勤労奉仕を行った。同年の年末、工場に対して、アメリカ軍による空襲が行われたが、防空壕へ逃げ込んで助かっている。ただし、同じ工場へ動員されていた他の学生は爆弾が命中して多数亡くなっている。このような空襲による焼夷弾で死者が続出する状況で、梅原は「この戦争は負けるに違いない」「自分がこの戦争で死ぬのはほぼ確実だ」と考え、哲学書や宗教書を読み漁り、「死の理由」を探すようになっていた。
西田幾多郎・田辺元ら京都学派の哲学に関心を抱き、大学進学に際しては、東京帝国大学倫理学科の和辻哲郎（東大赴任前は京都大哲学科の西田の下で助教授であった）の下で学ぶか、あるいは京都学派の影響が残る京都帝国大学哲学科で学ぶかの選択に迷った。そして結局、1945年、京都帝国大学文学部哲学科に入学。その年、田辺は退官しており、西田もすでに1928年に京都帝国大を退職していたが、梅原は京都帝国大哲学科には西田の影響が存在すると考え、京大への進学を選択した。父親は哲学科への進学を歓迎しなかったが、梅原の熱意が強いため許可した。
1945年4月、京都帝国大学文学部哲学科へ入学したが、その直後に徴兵され、大日本帝国陸軍へ二等兵として入営した。最初は愛知県名古屋市の部隊に配属されたが、その後、岐阜県恵那市、兵庫県姫路市と配属先が変更された後、1945年7月から熊本県宇城市の大日本帝国陸軍第216師団野砲兵第216連隊（九州防衛隊）に配属された状態で、1945年8月15日の終戦を迎えた。
1945年9月に大学に復学した。復学後は、実父のところに戻り、父が務めていたトヨタ自動車に近い愛知県岡崎市矢作町や定光寺などにも居住した。
1948年、大学を卒業する。京都大学大学院に進学し、山内得立、田中美知太郎に指導を受けた。マルティン・ハイデッガー哲学に惹かれつつもギリシア哲学を専攻したが、2度にわたって田中と対立した。最初の論文「闇のパトス」（1951年）は哲学論文の体裁をとっておらずはなはだ不評であったものの、後に著作集第1巻の表題となる。20代後半、強い虚無感に襲われて、賭博にのめり込むような破滅的な日々を送り、1951年、養母・俊の勧めでピアニストの夫人と結婚する。同年、長女が生まれた時、ヘラクレイトスについての論文を書いており、「日の満ちる里」という意味で「ひまり」と名づける。ひまりは後にヴァイオリニストとなった。そしてハイデッガーの虚無思想を乗り越えるべく「笑い」の研究に入り、いくつかの論文を発表したが、これは完成しなかった。30代後半から日本の古典美学への関心を強め、「壬生忠岑『和歌体十種』について」（1963年）という論文を書く。
「笑い」の研究を始めたことについて梅原は、フリードリヒ・ニーチェやマルティン・ハイデッガーの実存主義哲学から出発したが、現実の生活に苦しくなると実存を頼ることはできなくなり、実存の論理を超えるために自分の心の暗さを分析して「闇のパトス」を書き、ニヒリズムを超えて人生を肯定するために「笑い」の哲学を目指したという。寄席に通い、渋谷天外、藤山寛美、大村崑などを研究の対象として論文を書いた。
その後は精力的に神道・仏教を研究している。NHKテレビの生放送中に薬師寺管長の橋本凝胤と「唯識」をめぐり、大激論を交わす。
京都若王子（京都市左京区、哲学の道近辺）の和辻哲郎旧邸に住んでいた。

## 人物
日本仏教を中心に置いて日本人の精神性を研究する。西洋哲学の研究から哲学者として出発したが、西田幾多郎を乗り越えるという自身の目標のもと、基本的に西洋文明（すなわちヘレニズムとヘブライズム）の中に作られてきた西洋哲学、進歩主義に対しては批判的な姿勢をとる。その根幹は、西洋哲学に深く根付いている人間中心主義への批判である。西洋哲学者が多い日本の哲学界の中で、異色の存在である。
市川猿之助劇団のために『ヤマトタケル』（題材：ヤマトタケル）や『オオクニヌシ』（題材：大国主）『オグリ』（題材：小栗判官）などの歌舞伎台本を書き、これが古典芸能化した近代歌舞伎の殻を破ったので、スーパー歌舞伎と称している。また『ギルガメシュ叙事詩』を戯曲化した『ギルガメシュ』は中国の劇団が上演し、中国の環境問題の啓蒙に大きな役割を果たしている。ただ、演劇では自分の思い通りにならないということで、小説版『ギルガメッシュ』を執筆しており、売れなかったが本作が自身で一番の作品であると語っている。『中世小説集』や『もののかたり』など説話に基づく短編小説集も評判をとっている。また『王様と恐竜』『ムツゴロウ』『クローン人間ナマシマ』などのスーパー狂言の台本も書いている。九条の会の呼び掛け人の一人。平城遷都1300年記念事業特別顧問。2006年には源氏物語千年紀の呼び掛け人となる。
鈴木大拙を近代日本最大の仏教学者と位置付け、その非戦論の重要性を訴える。また「梅原日本学」と呼ばれる一連の論考では飛鳥時代の大和朝廷の権力闘争を追求するなど、古代日本史の研究家としても知られる。天皇制への支持は強く、世界主義と排外的ナショナリズムの双方に批判的である。靖国神社や憲法改正には基本的に否定的な立場を採る。イデオロギーの学術への介入それ自体を批判している。なお、1991年には召人として皇居歌会始に出席している。
また、熱烈な多神教優位論者、反一神教主義者である。多神教は一神教より本質的に「寛容であり優れている」と主張しており、続けて多神教が主流である日本文化の優越性を説いている。その説は多くの「日本文化の優越を語る日本人論」に影響を与え、そのため梅原は、中曽根康弘が創設を主導した「国際日本文化研究センター」の初代所長に就任することになる。
一神教的な思想と多神教的な思想について、古代ギリシアの哲学者であるプラトンとアリストテレスを対比させる。アリストテレスのように生物の多様性に目を向けることが重要であると語る。
臓器移植反対論者としても知られている。原子力発電所に対しても1980年代から反対論者の立場を取る。東日本大震災復興構想会議で、東日本大震災により引き起こされた福島第一原子力発電所事故を論点から除外しようとした議長に対して、梅原は、原発事故は「文明災」であり、その議論なくして何のための復興構想会議であるのかと、辞任の意思を示してテーマとさせたことを、同じく会議メンバーであった『読売新聞』の橋本五郎が回想している。
日本漢字能力検定協会の大久保理事長に依頼され、約10年にわたって同協会の評議員を務めていたが、その間、会議出席などの評議員としての活動を全く行っていなかった。2009年に発覚した協会運営問題に際し、このことについて「信用したことを後悔している。関連会社への委託などとんでもないことで、評議員の機能を果たせなかった自分への怒りも感じる」と弁解した。

## 人間関係

### 家系
実父・梅原半二は工学博士で、トヨタ自動車常務取締役や豊田中央研究所代表取締役所長を務めた。恋愛の失敗で心に傷を負いキャバレーを経営していたところを豊田喜一郎に引っ張られ、技術の世界に復帰し、後にトヨタ・コロナを設計した。著書に技術者としての経験をまとめた『純の中の不純』（黎明書房、1974年）、自伝的な『平凡の中の非凡』（佼成出版社、1990年）がある。小説家の小栗風葉は養母・俊の兄に当たる。同じく小説家の小中陽太郎は養母の姪の夫に当たる。
長男に芸術学者・美学者で京都造形芸術大学芸術学部教授の梅原賢一郎、その妻はノーベル賞学者福井謙一の娘の美也子。長女にバイオリニストで京都造形芸術大学非常勤講師の梅原ひまり、その夫は京都造形芸術大学副学長で建築家の横内敏人。

### 交友関係
親友には京大哲学科からの同級生である橋本峰雄と藤沢令夫、立命館大学勤務時代に同僚であった白川静がいる。若い頃最も親しかったのは源了圓であったという。
京大哲学科の4年先輩に当たる上山春平も親友であり、上山に誘われ、当時・京都大学人文科学研究所教授の桑原武夫らと知り合い、交友を深め知遇を得ることになる。
司馬遼太郎とは長年の交友があり、司馬の作品である『空海の風景』の正直な批評を出したが、彼を激怒させて以来、2人は犬猿の仲となる。その後は和辻哲郎文化賞の選考委員を互いに務めた縁で仲が直り、司馬の死去に関しては、追悼文も書いている（国際日本文化研究センター設立以前、梅原は司馬に評議委員として選出しようと懇願したが、断られた）。
生前に交流はなかったが、三島由紀夫と同年齢であり、三島の死後に梅原の飛躍があったことから、「三島が自分に乗り移った」と思っている。高橋和巳とは交友があり、高橋の死後、自分は長いものを書くようになったから、高橋が乗り移ったと言っている。

## 思想

### 梅原日本学
40歳過ぎまで単著はなかった。自ら著作集の自序において語るところによれば、これは「処女作というものは頭の先からしっぽまでもすべて独創的であるべきである」という自己の信念のためであったという。1965年、仏像案内のテレビ番組の司会をし、これを本にした『仏像-心とかたち』を佐和隆研、望月信成との共著で刊行、毎日出版文化賞を受賞。1967年、中公新書から『地獄の思想』を刊行し、古代から宮澤賢治、太宰治に至る記述を行い、ベストセラーとなる。
その後、日本仏教の研究を行い、釈迦からインド仏教・中国仏教を経て鎌倉新仏教までを述べる長編の仏教史『仏教の思想』（共著）を著した。さらに、多くの対談等の本、『美と宗教の発見』等の論文集刊行の後、創刊された文芸雑誌『すばる』を舞台に、古代史に関する研究的評論の連載を始める。該博な知識による大胆な仮説により、「梅原古代学」「梅原日本学」「怨霊史観」と言われる独特の歴史研究書を多数著している。梅原日本学は主に三つの柱からなる。
- 『古事記』の神話に関する独特の解釈。論文「神々の流竄」で展開。『古事記』の神話を史実でもなく、全くのフィクションであるということでもない、藤原不比等による律令国家の「イデオロギーの書」であるとする解釈である。同時に『古事記』を誦習した稗田阿礼は藤原不比等であるという説を打ち立てる。
- 法隆寺に建立に関する独特の解釈。『隠された十字架-法隆寺論』（1972年）で展開。法隆寺を聖徳太子一族の霊を封じ込め鎮めるための寺院とする説。その中から、大胆な仮説を刊行して毎日出版文化賞を受賞している。
- 柿本人麻呂の生涯に関する新説。『水底の歌』（1972年 - 1973年）で展開。「柿本人麻呂は低い身分で若くして死去した」という近世以来の説に異を唱え、高い身分であり高齢になって刑死したとする説。正史に残る人物、柿本猨を柿本人麻呂とする。

梅原説の信奉者の有名人には井沢元彦がいる（ただし『水底の歌』が成り立たないことを小説『猿丸幻視行』で主張している）。

#### 批判
国文学、考古学、歴史学の立場からは批判も多い。例えば、法隆寺を聖徳太子一族の鎮魂の寺院とする考え方からは、坂本太郎の「法隆寺怨霊寺説について」（『日本歴史』第300号）を皮切りとして、厳しい批判や反論が出されている。また『水底の歌』における柿本人麻呂水死刑説は、益田勝実らによって批判論文が提出されている。
仏教学者の袴谷憲昭は、吉本隆明・梅原猛・中沢新一の3人の共著『日本人は思想したか』（新潮社）について、この3人は「仏教の基本的な『常識』さえ知らず好き勝手な発言を繰返している」「本書を書評の対象に選んだのは、かかるいかがわしいものをただ売るに任せることはできなかったからに過ぎない」と激しく批判し、単純で基本的な誤りやあいまいで説明不足な箇所も少なくないと苦言を呈している。
また梅原は国際日本文化研究センター（日文研）の創設に尽力し、1987年に日文研の初代所長に就任した。しかし日文研については当時の中曽根内閣との距離の近さや、構想からわずか数年で設立に至った経緯、所長を務める梅原の学者としての資質などが各歴史学会から問題視されていた。しかし、その中で本当に批判されていたのは、所長を務める梅原の研究姿勢そのものであった。2016年の日文研に関する討論会で宮地正人は、「学問というか、哲学でもないし歴史でもないし、ああいう思い付きを平気で言うというのは耐えられない」と梅原の学問姿勢そのものが学界から嫌悪されていたことを明らかにしている。

### 人類哲学
「人類哲学」は、初期の西洋哲学・実存主義研究、そして日本文化研究・梅原日本学を経て、2013年『人類哲学序説』（岩波書店）で提唱された哲学的・倫理学的な主張である。
まず梅原は、ギリシア哲学を起源とする西洋文明に特徴的な「哲学philosophía」のあり方を指摘する。「中国哲学」や「インド哲学」というような呼び方は、西洋哲学の基準に合わせてそう呼んでいるだけであり、「哲学philosophía」は未だ西洋哲学しかない、と梅原はいう。梅原は、西洋文明の枠内に留まらない、あらゆる文明・文化圏、地球の全ての人類に対応できる「人類哲学」を打ち立てようとし、その鍵となる概念を仏教用語「草木国土悉皆成仏」として提示する。『人類哲学序説』では、まず近現代哲学の批判的検証がなされており、ルネ・デカルト、フリードリヒ・ニーチェ、マルティン・ハイデガーを主な批判対象（肯定的に評価している点や、梅原自身が影響を受けた点なども記されている）として西洋哲学における人間中心主義の問題とそれを西洋哲学の枠内で乗り越えようとすることの限界が論じられ、その上で「草木国土悉皆成仏」へ至る議論が展開されている。

## 社会運動:九条の会
梅原は、日本国憲法第9条の改正阻止を目的とする社会運動九条の会の呼びかけ人の一人であった。2004年6月に9人の作家・哲学者によって結成された九条の会は、その後、科学、スポーツ、宗教、医療など各分野や地域で多数の支持者を集めた。梅原は、「政治の流れがうんと右に行っているので、歯止めとして九条を守る必要があるという意思表示をしたかった」と述べている。憲法9条京都の会の代表世話人として、2011年5月3日に開催された「5・3憲法集会」で講演を行った。

## 略歴

### 学歴
- 旧制東海中学校卒業
- 1945年3月 - 旧制第八高等学校（名古屋大学教養部）卒業[8][9]。
- 1945年4月 - 京都帝国大学文学部入学、直後に徴兵されて大日本帝国陸軍へ二等兵として入営[8][9]。
- 1945年8月 - 第216師団野砲兵第216連隊(九州防衛隊)の二等兵として、熊本県宇城市で終戦を迎える[8][9]。
- 1948年 - 京都大学文学部哲学科卒業
- 1949年 - 京都大学大学院特別研究生（哲学専攻）

### 職歴
- 1952年 - 龍谷大学文学部専任講師
- 1955年 - 立命館大学文学部専任講師
- 1957年 - 立命館大学文学部助教授
- 1967年 - 立命館大学文学部教授
- 1970年 - 立命館大学文学部教授辞職（大学紛争に当たり）。
- 1972年 - 京都市立芸術大学美術学部教授
- 1974年 - 京都市立芸術大学学長
- 1983年 - 京都市立芸術大学学長再選
- 1986年3月 - 京都市立芸術大学学長を辞任し、国際日本文化研究センター創設準備室長に就任。
- 1987年5月 - 国際日本文化研究センター初代所長
- 1995年5月 - 国際日本文化研究センター退任。国際日本文化研究センター顧問・名誉教授。
- 1997年4月 - 日本ペンクラブ会長
  - MIHO MUSEUM初代館長
- 2001年4月 - ものつくり大学初代総長
- 2011年4月 - 東日本大震災復興構想会議特別顧問（名誉議長）

### 役職
- 財団法人屋久島環境文化財団特別顧問
- 財団法人京都市国際交流協会理事
- 財団法人稲盛財団理事
- 社団法人日本広告写真家協会理事
- 財団法人国際日本文化研究交流財団理事
- 財団法人国立京都国際会館理事
- 財団法人ハウジングアンドコミュニティ財団評議員
- 財団法人地球環境戦略研究機関顧問
- 特定非営利活動法人沖縄映像文化研究所顧問
- 学校法人立命館立命館西園寺塾最高顧問

### 賞歴
- 1969年 - 第3回仏教伝道文化賞
- 1972年 - 『隠された十字架 法隆寺論』で第26回毎日出版文化賞
- 1974年 - 『水底の歌 柿本人麿論』で第1回大佛次郎賞
- 1986年 - 第15回大谷竹次郎賞
- 1991年 - 「国際日本文化研究センターの創設と多年にわたる独創的な日本研究」に対して第44回中日文化賞[27]
- 1992年 - 文化功労者、第43回NHK放送文化賞
- 1998年 - 京都市名誉市民、第5回井上靖文化賞
- 1999年 - 文化勲章
- 2008年 - 第30回日本文化デザイン大賞
- 2019年 - 従三位

## 著作

### 単著
- 『地獄の思想』（中公新書、1967年）のち文庫
- 『美と宗教の発見』（筑摩書房、論文集、1967年）のち講談社文庫、ちくま学芸文庫（2002年）
- 『哲学する心』（講談社、論文集、1968年）のち文庫、学術文庫
- 『笑いの構造』（角川書店、1972年）のち文庫
- 『隠された十字架 法隆寺論』（新潮社、1972年）のち文庫
- 『水底の歌 柿本人麿論』（新潮社、1973年）のち文庫、改版2015年
- 『黄泉の王 私見・高松塚』（新潮社、1973年）のち文庫
- 『古典の発見』（講談社、1973年）のち学術文庫
- 『さまよえる歌集』（集英社、1974年）のち文庫
- 『塔』（集英社、1976年）のち文庫
- 『湖の伝説 画家・三橋節子の愛と死』（新潮社、1977年）のち文庫
- 『学問のすすめ』（佼成出版社、1979年）（自伝を含む）のち角川文庫（1981年）
- 『歌の復籍』（集英社、1979年）のち文庫
- 『怨霊と縄文』（朝日出版社、1979年）のち徳間文庫
- 『聖徳太子』（小学館、1980年 - 1985年）のち集英社文庫（1993年）
- 『仏教の思想』（角川書店、1980年）のち文庫
- 『日本の深層――縄文・蝦夷文化を探る』（佼成出版社、1983年、新版、1985年）のち集英社文庫（1994年）
- 『「歎異抄」と本願寺教団』（小学館 1984年）
- 『精神の発見』（角川文庫 1985年）
- 『日本学事始』（集英社文庫 1985年）
- 『ヤマトタケル』（新潮社、スーパー歌舞伎、1986年）
- 『文明への問い』（集英社文庫 1986年）
- 『飛鳥とは何か』（集英社文庫 1986年）
- 『日常の思想』（集英社文庫 1986年）
- 『仏像のこころ』（集英社 1987年）（「仏像－心とかたち」から梅原執筆分）
- 『写楽仮名の悲劇』（1987年、新潮社） のち文庫
- 『最澄瞑想』（佼成出版社、1987年）
- 『赤人の諦観』（集英社文庫 1987年）
- 『日本冒険』全3巻（角川書店、1988年 - 1989年）のち文庫
- 『ギルガメシュ』（新潮社、1988年）
- 『日本人の「あの世」観』（中央公論社、論文集、1989年）のち文庫
- 『三人の祖師 最澄・空海・親鸞』（佼成出版社 1989年）
- 『小栗判官』（新潮社、スーパー歌舞伎原作、1989年）
- 『誤解された歎異抄』（光文社・カッパ・ホームス、1990年）のち文庫
- 『日本の原郷熊野』（新潮社・とんぼの本、1990年）
- 『人間の美術 10――浮世と情念』（学習研究社、1990年）
- 『〈森の思想〉が人類を救う――二十一世紀における日本文明の役割』（小学館、1991年）。『森の思想が人類を救う』（小学館ライブラリー、1995年／新版・PHP研究所、改版2015年）
- 『海人と天皇』（朝日新聞社、1991年）のち新潮文庫、朝日文庫
- 『人間の美術7――バサラと幽玄』（学習研究社 1991年）
- 『混沌を生き抜く思想――21世紀を拓く対話』（PHP研究所、1992年）のち文庫
- 『日本人の魂 あの世を観る』（光文社カッパ・ホームス、1992年）
- 『古代幻視』（文藝春秋、1992年）のち文庫
- 『百人一語』（朝日新聞社、1993年）のち新潮文庫
- 『梅原猛の『歎異抄』入門』（プレジデント社、1993年）のちPHP文庫
- 『中世小説集』（新潮社、1993年） のち文庫
- 『饗宴 随想と対話』（講談社、1994年）
- 『将たる所以――リーダーたる男の条件』（光文社、1994年）
- 『思うままに』シリーズ（文藝春秋）
  - 『世界と人間――思うままに』（文藝春秋 1994年）のち文庫
  - 『自然と人生――思うままに』（文藝春秋 1995年）のち文庫
  - 『癒しとルサンチマン――思うままに』（文藝春秋、1997年）
  - 『亀とムツゴロウ――思うままに』（文藝春秋、1999年）
  - 『シギと法然――思うままに』（文藝春秋、2000年）
  - 『宗教と道徳――思うままに』（文藝春秋、2002年）のち文庫
  - 『戦争と仏教――思うままに』（文藝春秋、2004年）のち文庫
  - 『神と怨霊――思うままに』（文藝春秋、2008年）
  - 『親鸞と世阿弥――思うままに』（文藝春秋、2011年）
  - 『老耄と哲学――思うままに』（文藝春秋、2015年）
- 『心の危機を救え――日本の教育が教えないもの』（光文社 1995年）のち文庫
- 『梅原猛の世界』（平凡社、1995年）
- 『もののかたり』（淡交社、1995年）
- 『共生と循環の思想』（小学館、1996年）
- 『あの世と日本人』（日本放送出版協会・NHKライブラリー、1996年）
- 『京都発見』全9巻（新潮社、1997年 - 2007年）
- 『オオクニヌシ』（文藝春秋、1997年）
- 『芸術と生命―ディオニュソスに魅せられて』（岩波書店、1998年）
- 『天皇家の"ふるさと"日向をゆく』（新潮社、2000年）のち文庫
- 『浄土仏教の思想〈巻8巻〉法然』（講談社 2000年）のち文庫、『法然――十五歳の闇』（角川文庫（上・下）、2006年）
- 『脳死は本当に人の死か』（PHP研究所、2000年）
- 『古事記』（学研M文庫、2001年）のち増補新版、『古事記（増補新版）』（学研プラス、2016年）
- 『三度目のガンよ、来るならごゆるりと』（光文社、2001年）
- 『梅原猛の授業』シリーズ（朝日新聞社）
  - 『梅原猛の授業――仏教』（朝日新聞社、2002年）のち文庫
  - 『梅原猛の授業――道徳』（朝日新聞社、2003年）のち文庫
  - 『梅原猛の授業――仏になろう』（朝日新聞社、2006年）のち文庫
  - 『梅原猛の授業――能を観る』（朝日新聞社、2012年）のち文庫
- 『王様と恐竜 スーパー狂言の誕生』（集英社、2003年）
- 『法然の哀しみ』（小学館文庫（上・下）、2004年）。元版は（梅原猛著作集第10巻、小学館、2000年）
- 『梅原猛、日本仏教をゆく』（朝日新聞社、2004年）のち文庫
- 『母ごころ 仏ごころ――豊かに生きる知恵』（小学館、2004年）。『仏のこころと母ごころ』（小学館文庫、2006年）
- 『日本の霊性――越後・佐渡を歩く』（佼成出版社、2004年）のち新潮文庫（2007年）
- 『最澄と空海――日本人の心のふるさと』（小学館文庫 2005年）
- 『親鸞の告白』（小学館文庫 2006年）
- 『神殺しの日本 反時代的密語』（朝日新聞社、2006年）のち文庫
- 『歓喜する円空』（新潮社、2006年）のち文庫
- 『親鸞のこころ――永遠の命を生きる』（小学館文庫、2008年）
- 『うつぼ舟』シリーズ（角川学芸出版）
  - 『うつぼ舟Ⅰ――翁と河勝』（角川学芸出版、2008年）
  - 『うつぼ舟Ⅱ――観阿弥と正成』（角川学芸出版、2009年）
  - 『うつぼ舟Ⅲ――世阿弥の神秘』（角川学芸出版、2010年）
  - 『うつぼ舟IV――世阿弥の恋』（角川学芸出版、2012年）
  - 『うつぼ舟V――元雅の悲劇』（角川学芸出版、2013年）
- 『日本の伝統とは何か』（2010年、ミネルヴァ書房）
- 『葬られた王朝――古代出雲の謎を解く』（2010年、新潮社）のち文庫（2012年）
- 『京都鬼だより』（淡交社、2010年）
- 『学ぶよろこび――創造と発見――』（朝日出版社、2011年）
- 『梅原猛の仏教の授業――法然・親鸞・一遍』（PHP研究所、2012年） のち文庫
- 『人類哲学序説』（岩波書店、岩波新書、2013年）
- 『縄文の神秘』（学研パブリッシング、2013年）
- 『親鸞「四つの謎」を解く』（新潮社、2014年）のち文庫

### 編著・監修
- 『日本とは何なのか』（日本放送出版協会NHKライブラリー、1990年）
- 『脳死は、死でない』（思文閣、1992年）
- 『能を読む』(1) 翁と観阿弥 能の誕生、(2) 世阿弥 神と修羅と恋、(3) 元雅と禅竹 夢と死とエロス、観世清和監修、天野文雄・土屋恵一郎・中沢新一・松岡心平と編集委員（角川学芸出版、2013年）

### 共著
- （末川博・桑原武夫・湯川秀樹）『現代の対話』（雄渾社、1966年）
- （梅棹忠夫・鶴見俊輔・高橋和巳）『未来の対話』（雄渾社）
- （中上健次）『君は弥生人か縄文人か』朝日出版社
- （稲盛和夫）『「哲学」への回帰』（PHP研究所）
- （埴原和郎）『アイヌは原日本人か』（小学館）
- （藤村久和）『アイヌ学の夜明け』（小学館）
- （吉本隆明・中沢新一）『日本人は思想したか』（新潮社）
- （山折哲雄）『宗教の自殺』（PHP研究所）
- （福井謙一）『哲学からの創造』（PHP研究所）
- （中曽根康弘）『政治と哲学』（PHP研究所）
- （河合隼雄・松井孝典）『いま、いのちを考える』（岩波書店）
- （樋口隆康・厳文明）『長江文明の曙』（角川書店）
- （上田正昭）『「日本」という国』（大和書房）
- （稲盛和夫）『新しい哲学を語る』（PHP研究所）
- （白川静）『呪の思想-神と人との間』（平凡社） のち平凡社ライブラリー
- （山折哲雄・長谷川公茂・河合雅雄）『神と仏 対論集 第1巻 神仏のかたち』（角川学芸出版）
- （中沢新一・松井孝典・日高敏隆）『神と仏 対論集 第2巻 神仏のすみか』（角川学芸出版）
- （市川亀治郎）『神と仏 対論集 第3巻 神仏のまねき』（角川学芸出版）
- （松岡心平）『神と仏 対論集 第4巻 神仏のしづめ』（角川学芸出版）
- （吉村作治）『「太陽の哲学」を求めて エジプト文明から人類の未来を考える』（PHP研究所）
- （稲盛和夫）『人類を救う哲学』（PHP研究所）のち文庫「近代文明はなぜ限界なのか」
- （今出川行雲、梅原賢一郎、奥田昭則）『横川の光―比叡山物語』（角川学芸出版）
- （中曽根康弘）『リーダーの力量 日本を再び、存在のある国にするために』（PHP研究所）
- （五木寛之）『仏の発見』（平凡社）のち学研M文庫
- （瀬戸内寂聴）『生ききる。』（角川ONEテーマ21、2011年）
- （釈徹宗）『仏教入門 親鸞の「まよい」』（とんぼの本・新潮社、2011年）
- （町田宗鳳）『仏教入門 法然の「ゆるし」』（とんぼの本・新潮社、2011年）
- 『憲法九条は私たちの安全保障です。』（岩波ブックレット、2015年） 共著者：大江健三郎、奥平康弘、澤地久枝、鶴見俊輔、池田香代子、金泳鎬、阪田雅裕
- （佐藤敬）『虫はウソをつくのか』（KADOKAWA 2015年）
- 『水木しげる 鬼太郎、戦争、そして人生』（新潮社・とんぼの本 2015年）
- （羽生善治・尾本惠市）『教養としての将棋 おとなのための「盤外講座」』（講談社現代新書・2019年）

### 対談集
- 『考える愉しさ 梅原猛対談集』（新潮社、1975年）
- 『芸術の世界上下 梅原猛対談集』（講談社、1980年）
- 『梅原猛全対話』全6巻（集英社、1984年）
- 『少年の夢 梅原猛対談集』（小学館のちライブラリー、1994年）
- 『九つの対話』（潮出版社、2000年）
- 『美の奇神たち:梅原猛対話集』（淡交社、2013年）
- 『人類哲学へ』（NTT出版、2013年）
- 『少年の夢』（河出文庫、2016年）

### 著作集
- 『梅原猛著作集』全20巻（集英社、1981年 - 1982年）
- 『梅原猛著作集』全20巻（小学館、2000年 - 2003年）

### 舞台作品
- 『ヤマトタケル』（スーパー歌舞伎、1986年初演）
- 『オグリ 小栗判官』（スーパー歌舞伎、1991年初演）
- 『ギルガメシュ』（戯曲、1996年初演）
- 『オオクニヌシ』（スーパー歌舞伎、1997年初演）
- 『世阿弥』（スーパー能、2013年初演）

## 論文
- 国立情報学研究所収録論文 国立情報学研究所

## テレビ出演
- NHK市民大学 記紀・万葉のこころ（NHK教育）
- こころの時代（NHK教育）

ほか